# Ferrocarril en Lesoto

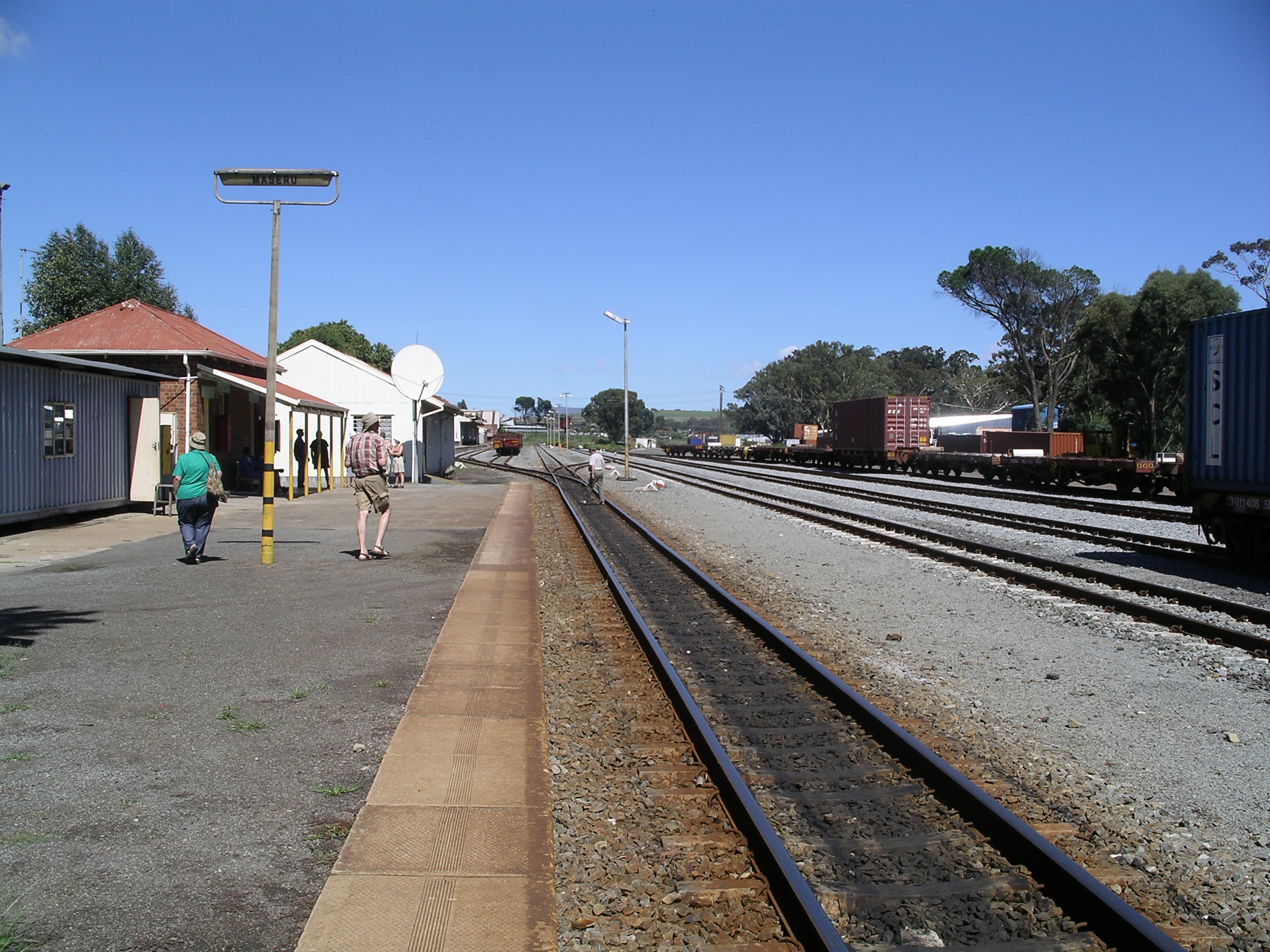
Estación de Maseru.

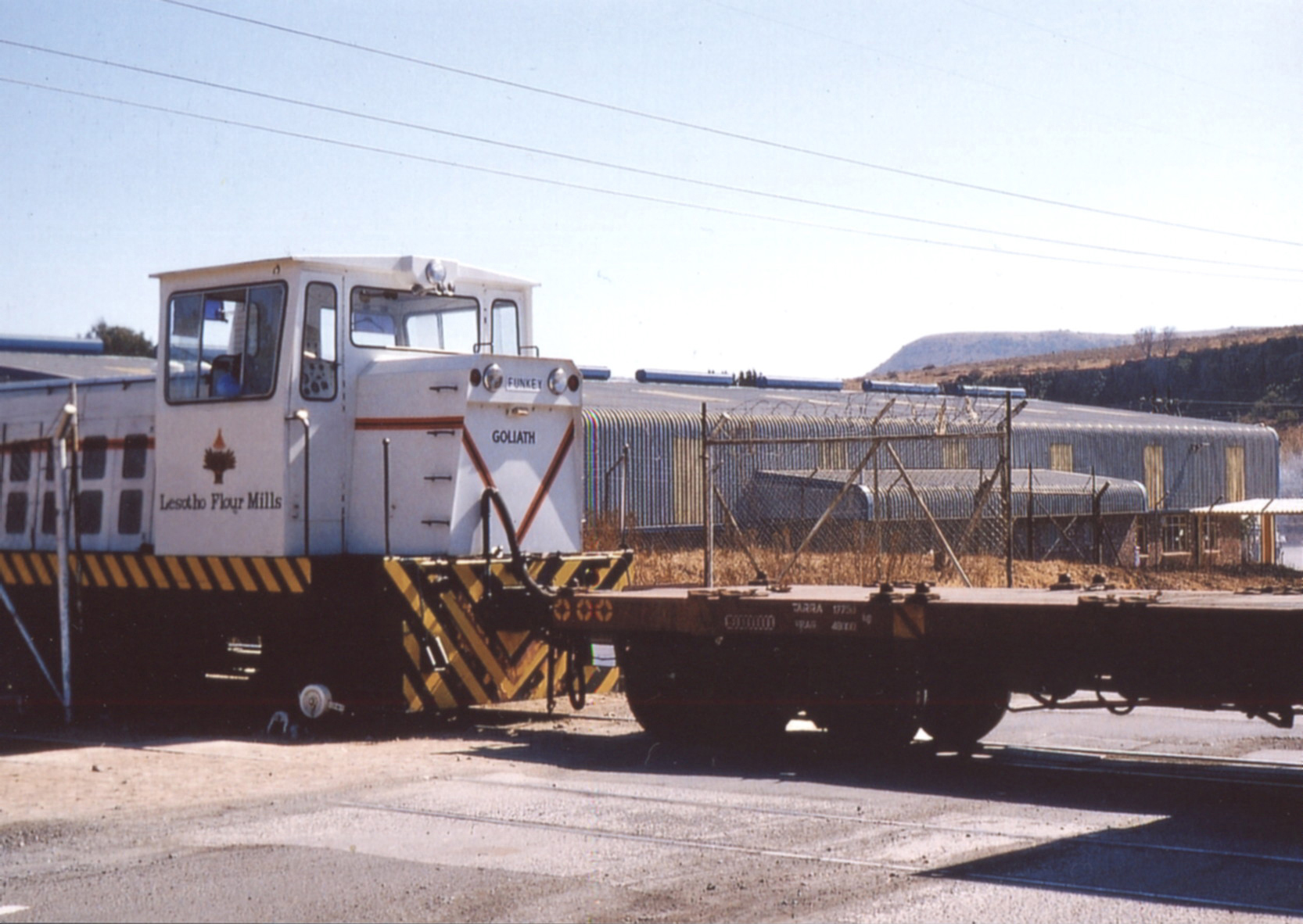
Motor diesel con vagón de mercancías de Lesotho Flour Mills en la estación de Maseru.

Lesoto cuenta con una única estación de ferrocarril, situada en la capital, Maseru. Es la terminal del ramal de Maseru, que conecta con la red ferroviaria de Sudáfrica.

## Visión general
La longitud de la línea dentro de Lesoto, desde el puente fronterizo sobre el río Caledon hasta la estación, es de 1,6 kilómetros. Se inauguró el 18 de diciembre de 1905. La distancia por ferrocarril entre Maseru y la línea principal de Bloemfontein es de 137 km.
Desde 2008 se habla de construir nuevos ferrocarriles para conectar Lesoto con Durban y Puerto Elizabeth.